# Der Himmel lacht! Die Erde jubilieret
Der Himmel lacht! Die Erde jubilieret (in tedesco, "I cieli ridono! La terra esulta") BWV 31 è una cantata di Johann Sebastian Bach.

## Storia
La cantata Der Himmel lacht! Die Erde jubilieret venne composta da Bach a Weimar nel 1715 e fu eseguita per la prima volta il 21 aprile dello stesso anno, giorno di pasqua. Successivamente venne eseguita anche a Lipsia, ma con notevoli modifiche.
Benché Bach, a causa della pasqua imminente, fosse sicuramente assai occupato in quel periodo, la composizione di questa cantata è molto complessa, includendo tre trombe e cinque strumenti ad ancia.
Poiché l'intonazione dell'organo di Weimar, da cui dipendeva l'accordatura degli archi, era probabilmente una terza più alta dell'accordatura usata a Lipsia, Bach dovette completamente riscrivere la cantata per poterla eseguire in quest'ultima città, escludendo gli strumenti ad ancia.

## Struttura
La cantata è scritta per soprano solista, tenore solista, basso solista, coro, tromba I, II e III, timpani, oboe I, II, III e IV, corno inglese, violino, viola e basso continuo ed è suddivisa in nove movimenti:
1. Sonata.
2. Coro: Der Himmel lacht! Die Erde jubilieret, per tutti.
3. Recitativo: Erwünschter Tag!, per basso e continuo.
4. Aria: Fürst des Lebens, starker Streiter, per basso e continuo.
5. Recitativo: So stehe dann, du gottergebne Seele, per tenore e continuo.
6. Aria: Adam muss in uns verwesen, per tenore, archi e continuo.
7. Recitativo: Weil dann das Haupt sein Glied, per soprano e continuo.
8. Aria e corale: Letzte Stunde, brich herein, per soprano, oboe, archi e continuo.
9. Corale: So fahr ich hin zu Jesu Christ, per tutti.